# Gorcy
Gorcy est une commune française située dans le département de Meurthe-et-Moselle, en région Grand Est.
Ses habitants sont nommés les Gorcéens et Gorcéennes.

## Géographie

### Localisation
La commune est délimitée au nord par la frontière belge qui la sépare de la province de Luxembourg.
Ce village du nord de la Meurthe-et-Moselle se trouve juste sur la frontière franco-belge, à une dizaine de kilomètres de Longwy, principale ville du Pays-Haut.

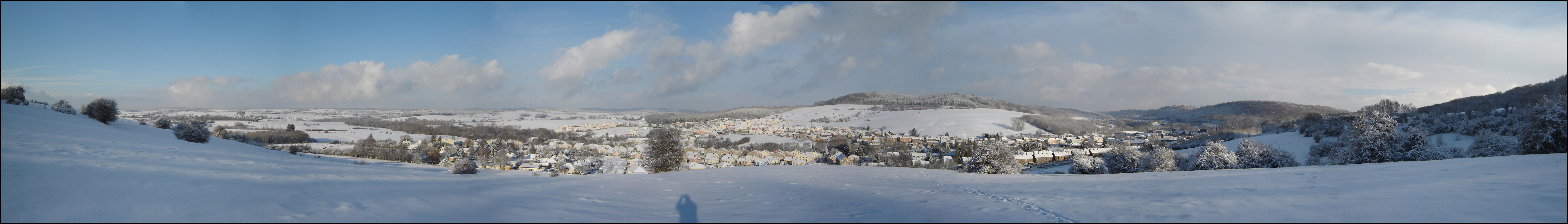
Panorama du paysage de Gorcy sous la neige en décembre 2010.

### Communes limitrophes
Les localités belges les plus proches sont Baranzy et Musson au nord.
Côté français, elle est entourée de la commune de Ville-Houdlémont à l'ouest et de Cosnes-et-Romain à l'est.
|                  | Musson ( Belgique) |                  |
| Ville-Houdlémont | Gorcy              | Cosnes-et-Romain |
|                  | Cosnes-et-Romain   | Cosnes-et-Romain |

### Hydrographie

#### Réseau hydrographique
La commune est dans le bassin versant de la Meuse au sein du bassin Rhin-Meuse. Elle est drainée par le ruisseau de Parivaux et le ruisseau du Coulmy,.

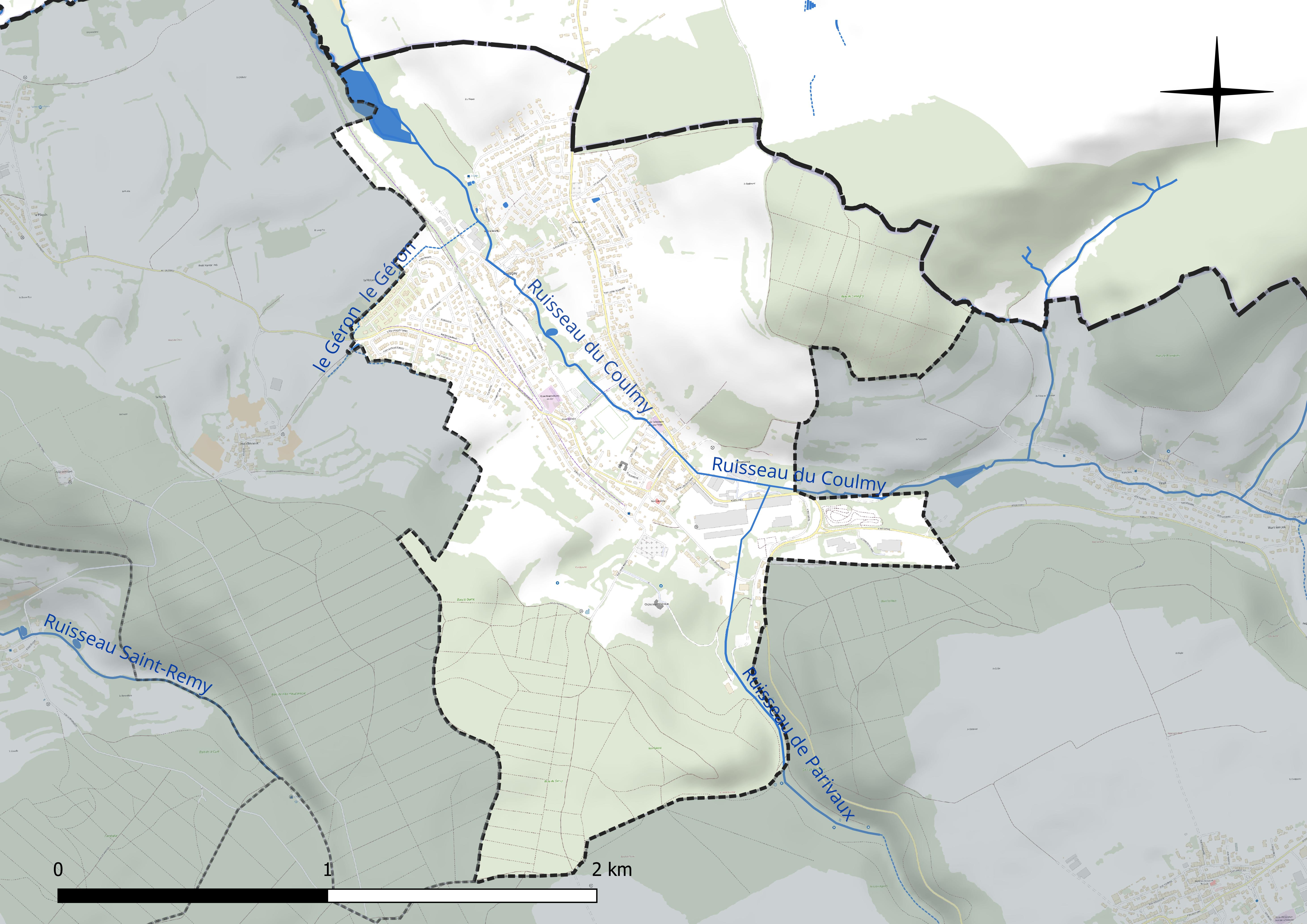
Réseau hydrographique de Gorcy.

#### Gestion et qualité des eaux
Le territoire communal est couvert par le schéma d'aménagement et de gestion des eaux (SAGE) « Bassin ferrifère ». Ce document de planification concerne le périmètre des anciennes galeries des mines de fer, des aquifères et des bassins versants hydrographiques associés qui s’étend sur 2 418 km2. Les bassins versants concernés sont celui de la Chiers en amont de la confluence avec l'Othain, et ses affluents (la Crusnes, la Pienne, l'Othain), celui de l'Orne et ses affluents et celui de la Fensch, le Veymerange, la Kiesel et les parties françaises du bassin versant de l'Alzette et de ses affluents (Kaylbach, ruisseau de Volmerange). Il a été approuvé le 27 mars 2015. La structure porteuse de l'élaboration et de la mise en œuvre est la région Grand Est. 
La qualité des cours d’eau peut être consultée sur un site dédié géré par les agences de l’eau et l’Agence française pour la biodiversité. 

### Climat
Pour des articles plus généraux, voir Climat du Grand Est et Climat de Meurthe-et-Moselle.
En 2010, le climat de la commune est de type climat de montagne, selon une étude du Centre national de la recherche scientifique s'appuyant sur une série de données couvrant la période 1971-2000. En 2020, Météo-France publie une typologie des climats de la France métropolitaine dans laquelle la commune est exposée à un climat semi-continental et est dans la région climatique  Lorraine, plateau de Langres, Morvan, caractérisée par un hiver rude (1,5 °C), des vents modérés et des brouillards fréquents en automne et hiver. 
Pour la période 1971-2000, la température annuelle moyenne est de 9,2 °C, avec une amplitude thermique annuelle de 16,2 °C. Le cumul annuel moyen de précipitations est de 896 mm, avec 13,9 jours de précipitations en janvier et 9,7 jours en juillet. Pour la période 1991-2020, la température moyenne annuelle observée sur la station météorologique de Météo-France la plus proche, « Villette », sur la commune de Villette à 12 km à vol d'oiseau, est de 10,1 °C et le cumul annuel moyen de précipitations est de 909,4 mm. 
La température maximale relevée sur cette station est de 39 °C, atteinte le 25 juillet 2019 ; la température minimale est de −14,8 °C, atteinte le 20 décembre 2009,,. 
Les paramètres climatiques de la commune ont été estimés pour le milieu du siècle (2041-2070) selon différents scénarios d'émission de gaz à effet de serre à partir des nouvelles projections climatiques de référence DRIAS-2020. Ils sont consultables sur un site dédié publié par Météo-France en novembre 2022.

## Urbanisme

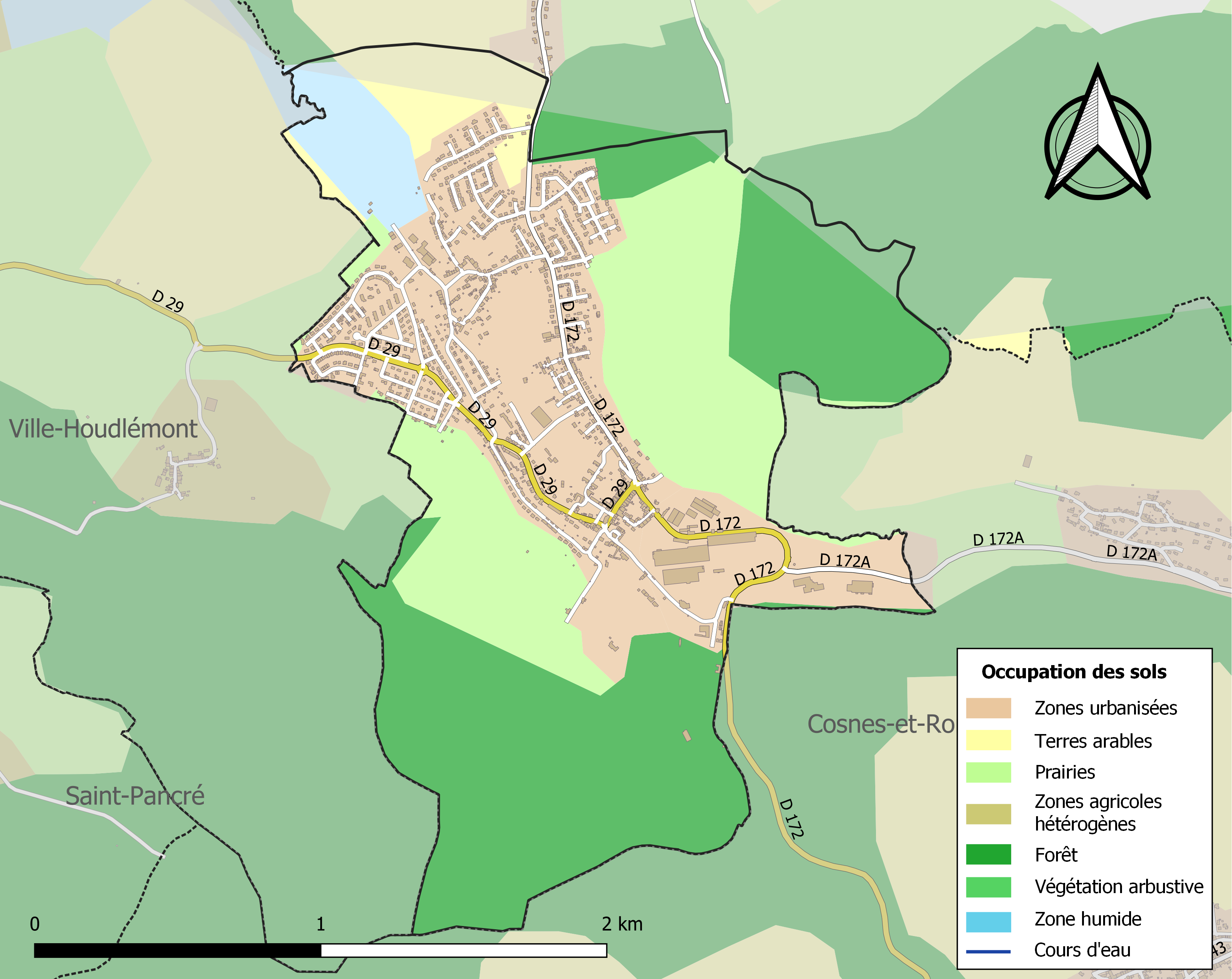
Carte des infrastructures et de l'occupation des sols de la commune en 2018 (CLC).

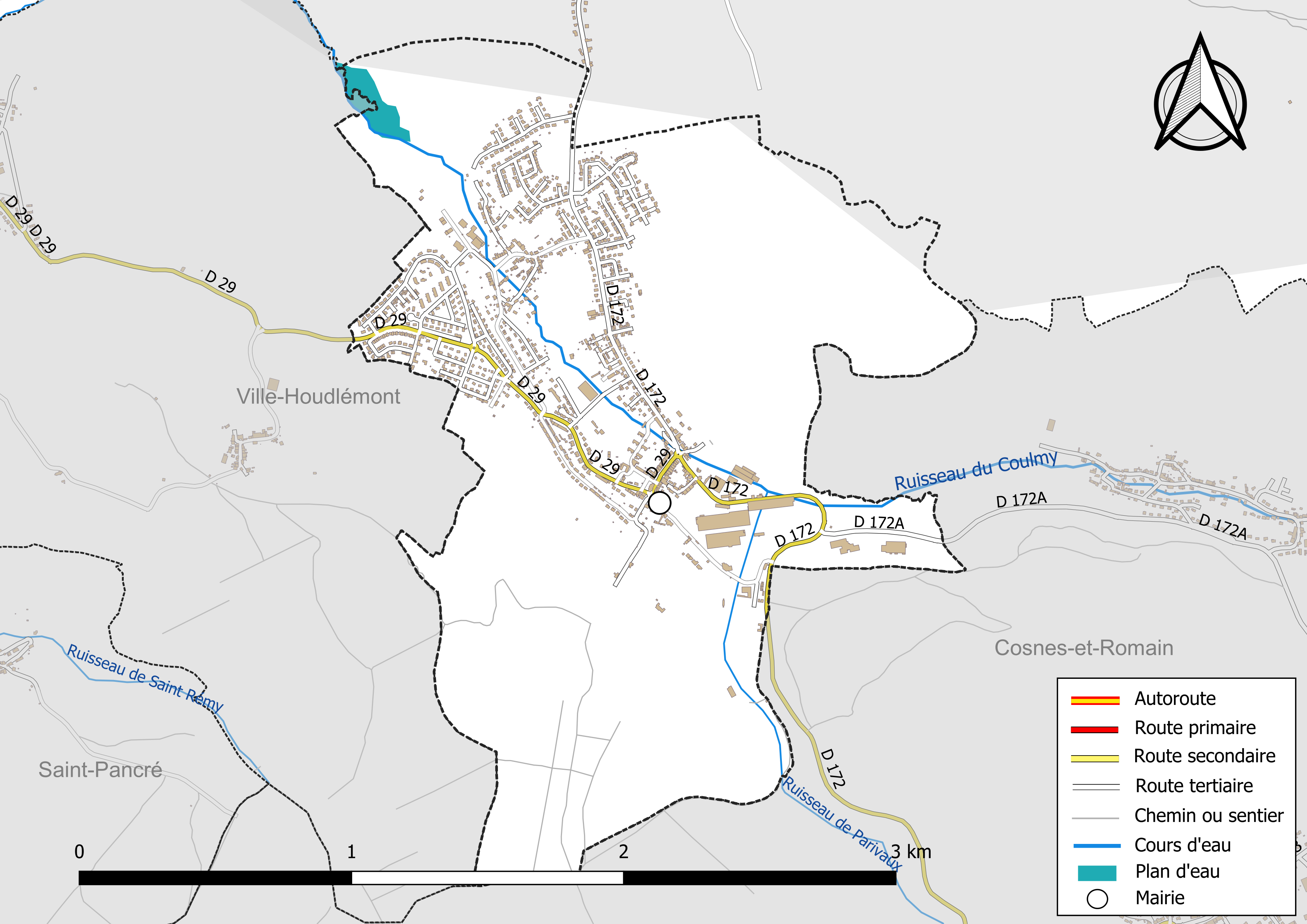
Carte hydrographique et des infrastructures de transport de la commune en 2022.

### Typologie
Au 1er janvier 2024, Gorcy est catégorisée ceinture urbaine, selon la nouvelle grille communale de densité à sept niveaux définie par l'Insee en 2022.
Elle appartient à l'unité urbaine de Gorcy, une unité urbaine monocommunale constituant une ville isolée,. La commune est en outre hors attraction des villes,.

### Occupation des sols
L'occupation des sols de la commune, telle qu'elle ressort de la base de données européenne d’occupation biophysique des sols Corine Land Cover (CLC), est marquée par l'importance des forêts et milieux semi-naturels (35,6 % en 2018), en diminution par rapport à 1990 (37 %). La répartition détaillée en 2018 est la suivante : forêts (35,6 %), zones urbanisées (26,9 %), prairies (22 %), zones industrielles ou commerciales et réseaux de communication (7,2 %), terres arables (4,6 %), zones humides intérieures (3,8 %). L'évolution de l’occupation des sols de la commune et de ses infrastructures peut être observée sur les différentes représentations cartographiques du territoire : la carte de Cassini (XVIIIe siècle), la carte d'état-major (1820-1866) et les cartes ou photos aériennes de l'IGN pour la période actuelle (1950 à aujourd'hui).

### Habitat et logement
En 2020, le nombre total de logements dans la commune était de 1 307, alors qu'il était de 1 169 en 2015 et de 1 057 en 2010.
Parmi ces logements, 93 % étaient des résidences principales, 0,6 % des résidences secondaires et 6,5 % des logements vacants. Ces logements étaient pour 75,5 % d'entre eux des maisons individuelles et pour 24,4 % des appartements.
Le tableau ci-dessous présente la typologie des logements à Gorcy en 2020 en comparaison avec celle de Meurthe-et-Moselle et de la France entière. Une caractéristique marquante du parc de logements est ainsi une proportion de résidences secondaires et logements occasionnels (0,6 %) inférieure à celle du département (2,1 %) et  à celle de la France entière (9,7 %). Concernant le statut d'occupation de ces logements, 73,2 % des habitants de la commune sont propriétaires de leur logement (73,9 % en 2015), contre 57,3 % pour la Meurthe-et-Moselle et 57,5 pour la France entière.
| Typologie                                               | Gorcy | Meurthe-et-Moselle | France entière |
| ------------------------------------------------------- | ----- | ------------------ | -------------- |
| Résidences principales (en %)                           | 93    | 88,6               | 82,1           |
| Résidences secondaires et logements occasionnels (en %) | 0,6   | 2,1                | 9,7            |
| Logements vacants (en %)                                | 6,5   | 9,3                | 8,2            |

## Toponymie
L'origine du nom de Gorcy proviendrait de Gorceium, qui se transforma en Goxey puis Gorcey au XVe siècle. À la fin de ce dernier, la commune prendre le nom de Gaircey (1484), puis au XVIIe siècle, changera en Gourcy (1681).
En gaumais, le nom de la commune est  Gourcy

## Histoire

### Moyen Âge
Le village est évoqué pour la première fois en 1083, lors de la fondation de l'abbaye Maria Munster de Luxembourg par le comte Konrad I, où Gorcy est compté parmi les biens de l'abbaye. En 1278, le village, ainsi que le reste de la châtellenie de Longwy dont il fait partie, est rétrocédé à la maison de Bar par Ferry III. Le village fait alors partie des biens des familles  de Gorcy jusqu'en 1530, des Bernards de 1530 à 1725, et enfin de La Martinière de 1727 à la Révolution française.

### Temps modernes
Gorcy est le théâtre des rudesses de la guerre de Trente Ans, le maréchal-duc de La Ferté-Senneterre fit raser le château médiéval alors que le chef de l'armée lorraine était François de Gourcy de Charey, geste peu chevaleresque qui ajouté aux autres horreurs de cette guerre ne laissa qu'une image de barbarie des Français sur la population ainsi qu'un ressentiment envers Louis XIII et le cardinal de Richelieu.

### Révolution française et Empire
La commune, instituée par la Révolution française, absorbe en 1810 celle de Cussigny.

### Époque contemporaine
En 1832, Jean-Joseph Labbé construit un premier haut-fourneau à Gorcy, sur le Pariveau. De 1846 à 1848, deux nouveaux hauts-fourneaux sont érigés. L'usine, partiellement détruite pendant la guerre de 1870, est reconstruite puis remise en fonction. En 1877, les deux hauts-fourneaux sont remplacés par deux autres beaucoup plus puissants. La même année, la ligne de chemin de fer de Signeulx à Gorcy est mise en service afin de relier la commune au réseau ferré belge via la ligne 165 reliant Athus à Virton. Cela permet de la connecter par le rail aux différentes mines et usines de la région.
À la veille de la guerre de 1914–1918, la Société métallurgique de Gorcy exploite encore deux hauts-fourneaux qui disparaîtront dans les années 1930.
La municipalité, déjà conduite par son maire Bernard Labbé, a été touchée de plein fouet par la crise de la sidérurgie dans le bassin lorrain. La fonderie ferme ses portes en 1983, la tréfilerie continuant pour sa part en voyant ses effectifs diminuer irrémédiablement tout au long de la décennie.
À ce jour, le tissu économique local reste à recréer.

## Politique et administration

### Rattachements administratifs
La commune se trouve dans l'arrondissement de Briey du département de Meurthe-et-Moselle.
Elle faisait partie de 1801 à 1973  du canton de Longwy, année où elle intègre le canton de Mont-Saint-Martin. Dans le cadre du redécoupage cantonal de 2014 en France, cette circonscription administrative territoriale a disparu, et le canton n'est plus qu'une circonscription électorale.

### Rattachements électoraux
Pour les élections départementales, la commune fait partie depuis 2014 d'un nouveau canton de Mont-Saint-Martin porté à 32 communes.
Pour l'élection des députés, elle fait partie de la troisième circonscription de Meurthe-et-Moselle.

### Intercommunalité
La commune est membre de la communauté d'agglomération dénommée depuis 2021 Grand Longwy Agglomération, un établissement public de coopération intercommunale (EPCI) à fiscalité propre créé en 2017 sous le nom de communauté d'agglomération de Longwy par transformation de la  communauté de communes de l'Agglomération de Longwy  et auquel la commune  a adhéré en 1998 en lui transférant un certain nombre de ses compétences, dans les conditions déterminées par le code général des collectivités territoriales.
Cette communauté de commune avait elle-même été créée en 2002 par transformation d'un district constitué en 1960 et qui avait progressivement intégré d'autres communes.
La commune est également membre de l'Agglomération transfrontalière du pôle européen de développement.

### Enseignement

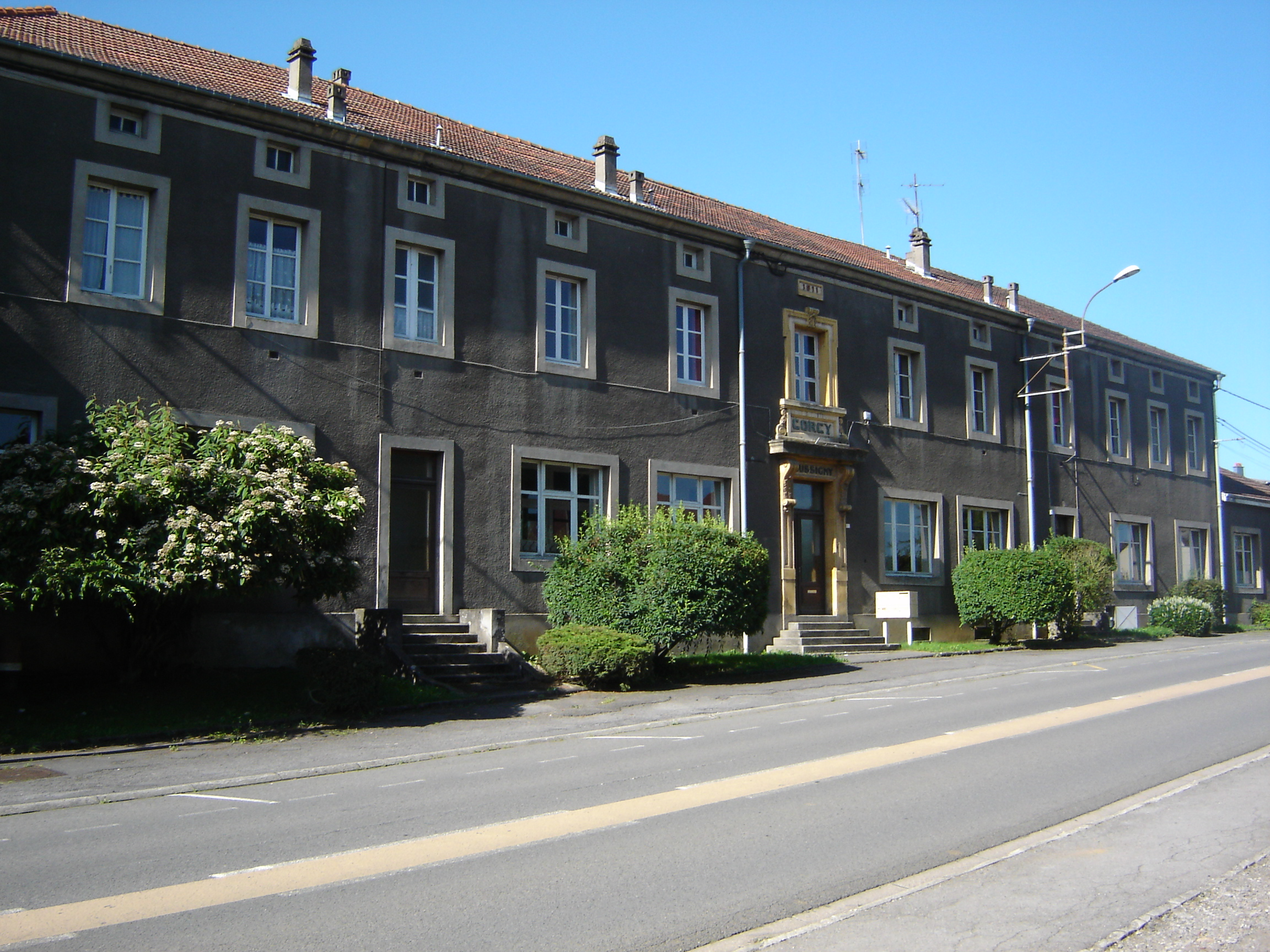
L'ancienne école, construite en 1911.

### Liste des maires
| Période                                  | Période                       | Identité         | Étiquette    | Qualité                                                                   |
| ---------------------------------------- | ----------------------------- | ---------------- | ------------ | ------------------------------------------------------------------------- |
| Les données manquantes sont à compléter. |                               |                  |              |                                                                           |
| 1888                                     | 1928                          | Jules André      | SE           |                                                                           |
| 1928                                     | 1973                          | Roland Labbé     | UDR          | Maître de forges Mort en fonction                                         |
| 1973                                     | septembre 2013                | Bernard Labbé    | UDF puis UMP | Maître de forges et administrateur, fils de Roland Labbé Mort en fonction |
|                                          |                               |                  |              |                                                                           |
|                                          | mai 2020                      | Jacques Claeys   | UMP          | Retraité Vice-président de la CA de Longwy (2014 → 2020)                  |
| mai 2020                                 | En cours (au 12 octobre 2023) | Bernard Fontaine | LREM         | Cadre retraité                                                            |

## Équipements et services publics

### Postes et télécommunications
La commune dispose d'un bureau de poste.

## Population et société

### Démographie
L'évolution du nombre d'habitants est connue à travers les recensements de la population effectués dans la commune depuis 1793. Pour les communes de moins de 10 000 habitants, une enquête de recensement portant sur toute la population est réalisée tous les cinq ans, les populations de référence des années intermédiaires étant quant à elles estimées par interpolation ou extrapolation. Pour la commune, le premier recensement exhaustif entrant dans le cadre du nouveau dispositif a été réalisé en 2008.

En 2022, la commune comptait 2 968 habitants, en évolution de +9,52 % par rapport à 2016 (Meurthe-et-Moselle : −0,13 %, France hors Mayotte : +2,11 %).
| 1793 | 1800 | 1806 | 1821 | 1836 | 1841 | 1861 | 1866 | 1872 |
| ---- | ---- | ---- | ---- | ---- | ---- | ---- | ---- | ---- |
| 129  | 115  | 121  | 237  | 408  | 423  | 668  | 657  | 654  |

| 1876 | 1881  | 1886 | 1891 | 1896  | 1901  | 1906  | 1911  | 1921  |
| ---- | ----- | ---- | ---- | ----- | ----- | ----- | ----- | ----- |
| 799  | 1 199 | 861  | 943  | 1 053 | 1 070 | 1 124 | 1 512 | 1 250 |

| 1926  | 1931  | 1936  | 1946  | 1954  | 1962  | 1968  | 1975  | 1982  |
| ----- | ----- | ----- | ----- | ----- | ----- | ----- | ----- | ----- |
| 1 520 | 1 516 | 1 350 | 1 100 | 1 462 | 2 228 | 2 364 | 2 686 | 2 473 |

| 1990  | 1999  | 2006  | 2008  | 2013  | 2018  | 2022  | - | - |
| ----- | ----- | ----- | ----- | ----- | ----- | ----- | - | - |
| 2 168 | 2 130 | 2 333 | 2 390 | 2 580 | 2 817 | 2 968 | - | - |

### Manifestations culturelles et festivités
- Fête patronale (dernier week-end de juin) : fête foraine d'une durée d'un week-end se situant sur la place de l’Église
- foire bio (dernier week-end d'octobre) : éco-foire internationale de produits biologiques ;
- Marché de Noël (décembre): plusieurs artisans viennent présenter leurs créations et leur savoir-faire
- fête du sapin (décembre): organisé par le comité des fêtes de Gorcy avec un défilé du Père Noël et un feu d'artifice.

## Culture locale et patrimoine

### Langue
Gorcy fait partie de la région linguistique de la lorraine romane ; fait rare en France, le dialect lorrain spécifiquement parlé est le gaumais, dont la répartition géographique déborde légèrement de la région culturelle wallone de la Gaume.

### Lieux et monuments

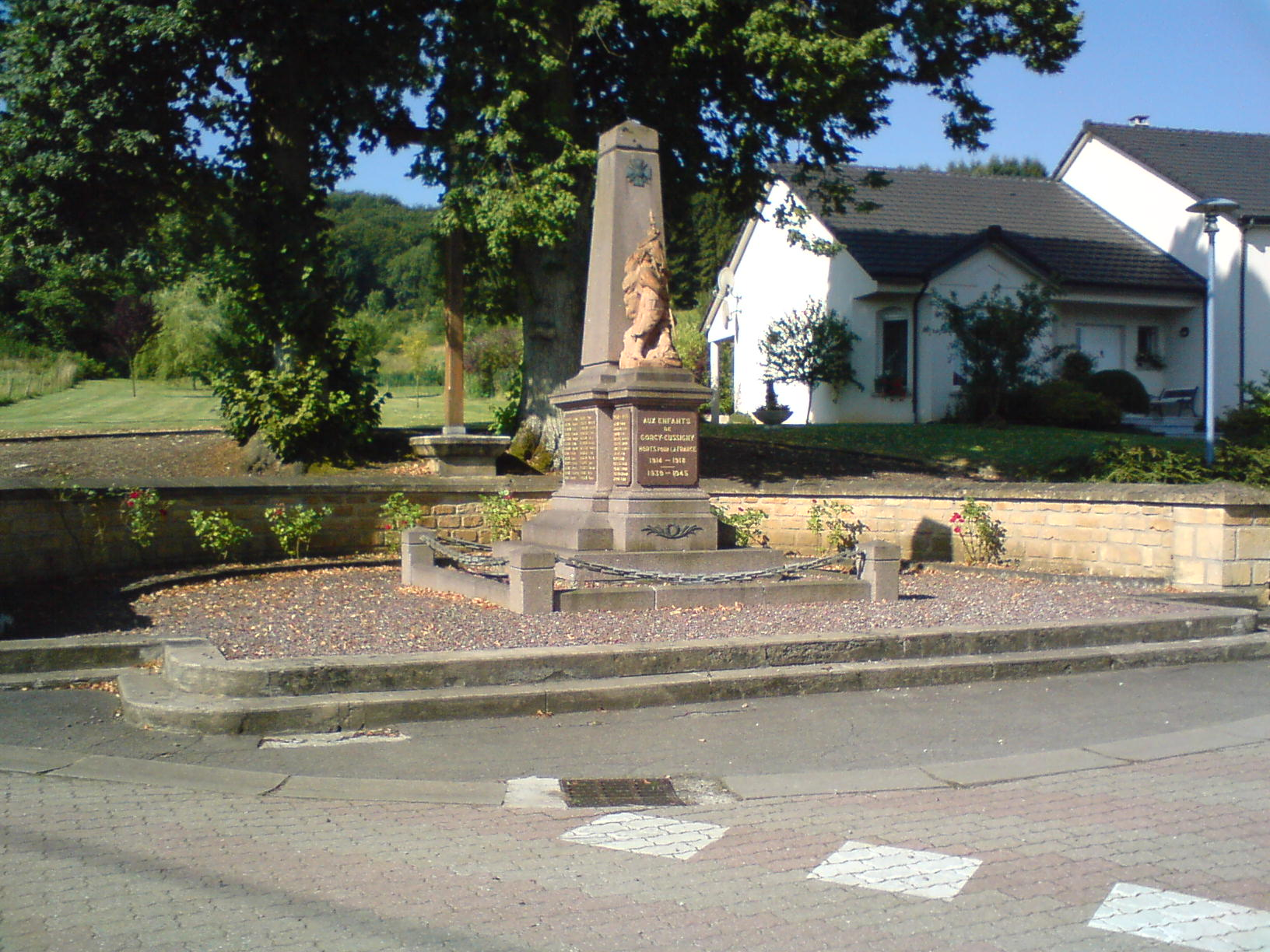
Le monument aux morts.

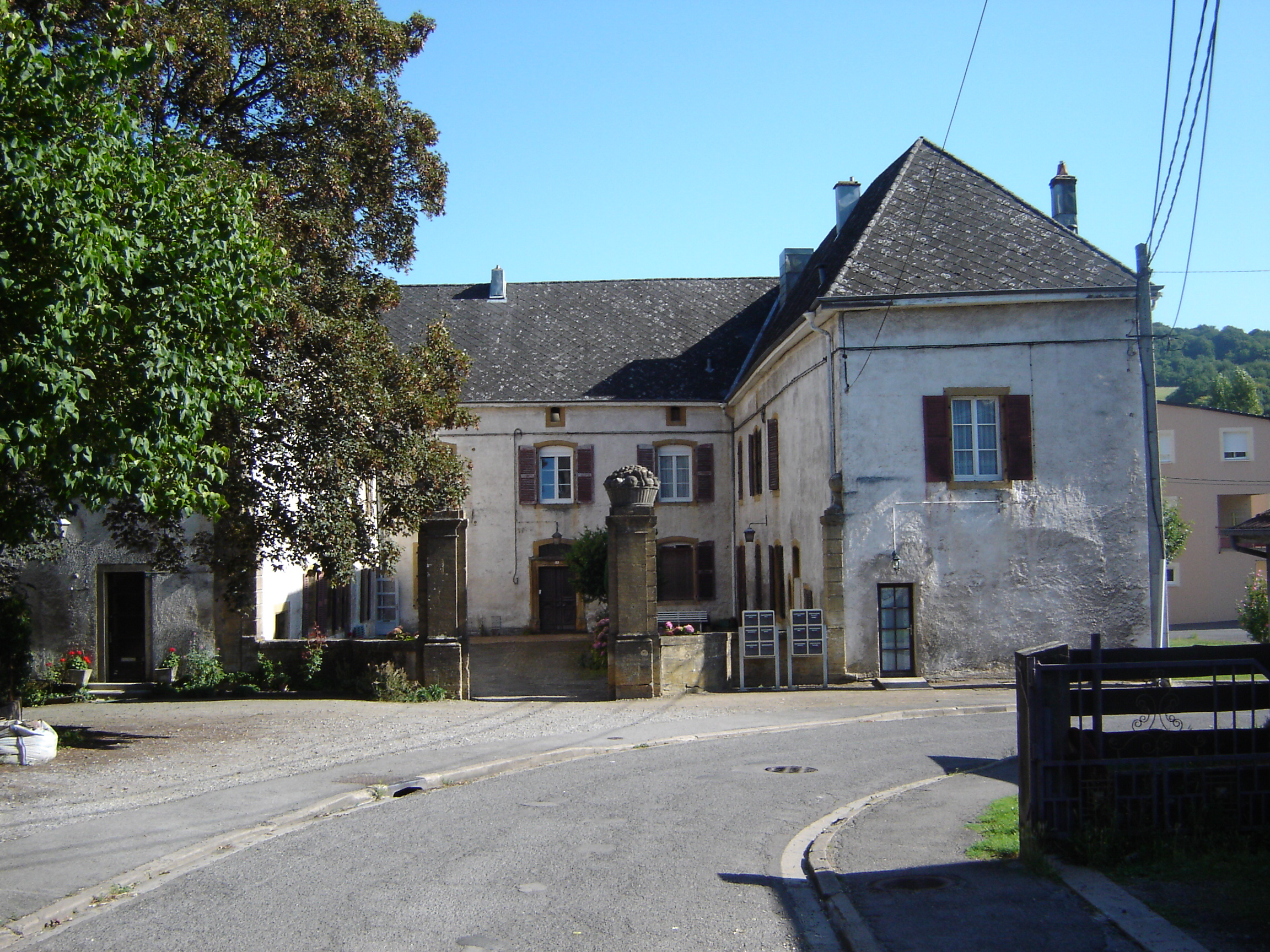
Le château de la Martinière.

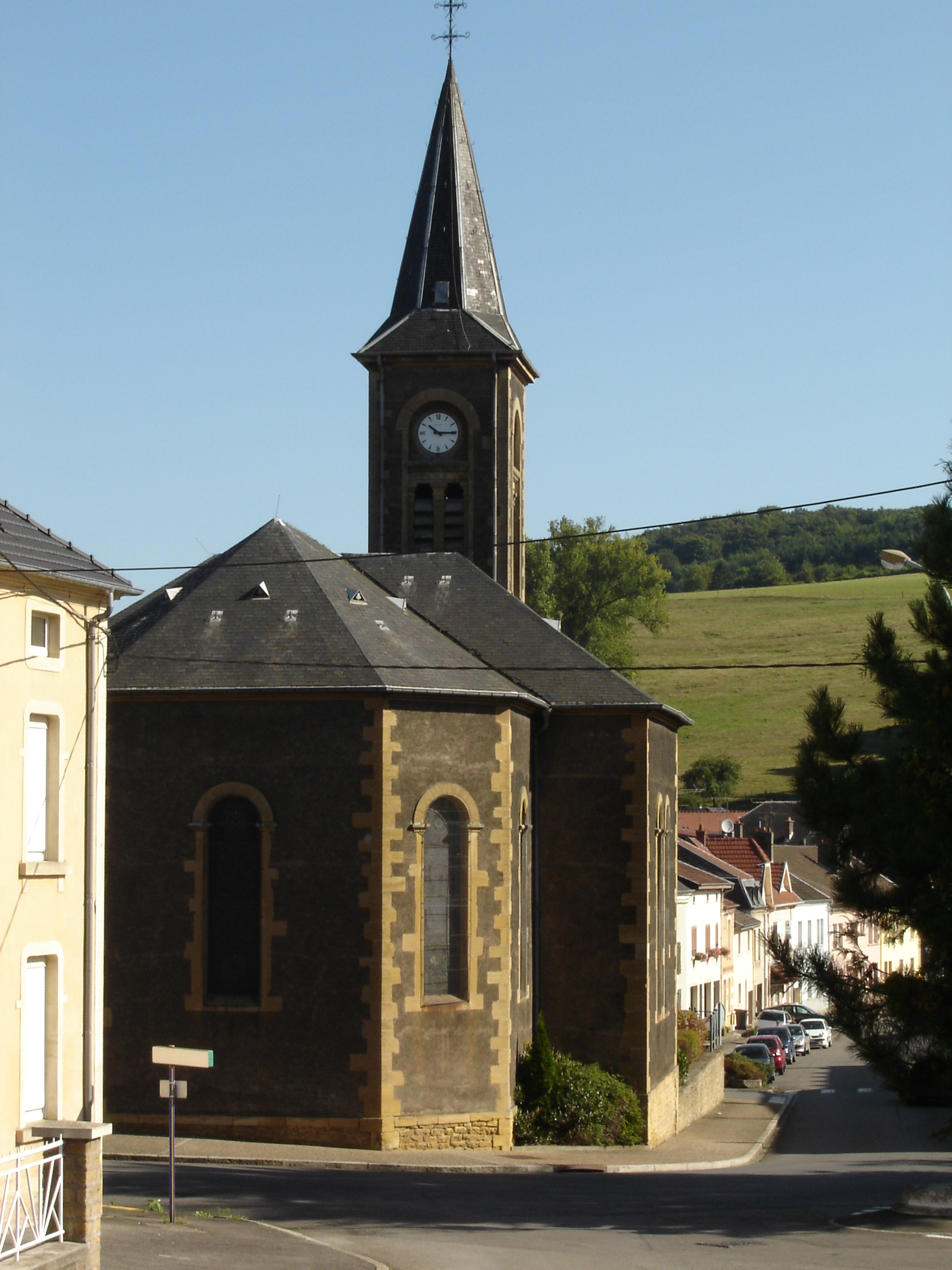
Le chevet de l'église Saint-Jean-Baptiste.

- Le château de la Martinière est construit au début du XVIIe siècle, peut-être en 1603, selon une date aujourd'hui disparue, pour Claude des Bernards, fondateur de la branche des Bernards de Gorcy ; passé par mariage dans la famille de la Martinière en 1725, a été mis au goût du jour et partiellement repercé en 1740, date présente au frontispice de la porte piétonne du corps principal Il a subi des transformations et de nouveaux repercements au XIXe et au XXe siècle ; les douves du château sont comblées vers 1855 et les paniers de fruits posés sur les piédroits de l'ancien portail d'entrée proviennent de l'ancien château de Pulventeux, à Longwy-Haut[28]. Des travaux de réhabilitation ont lieu en 1992[29].

- château dit des Gorcy. Maison forte des Gorcy, probablement construite au XVIe siècle, très endommagée en 1671 par les troupes du maréchal François de Créquy, rétablie au XVIIIe siècle et partiellement repercée, agrandie vers le sud au XIXe siècle, et devenue propriété de la famille Labbé. Cédée à la commune et complètement transformée en 1979, les armoiries des Gorcy étant déposées à cette occasion. Actuellement mairie.

- cimetière militaire à proximité de la frontière, où se trouvent la sépulture du fils du maréchal Foch et le fils de René Viviani, président du Conseil (1914–1918).

- monument aux morts.

- église paroissiale Saint-Jean-Baptiste ; la paroisse dépendait jusqu'en 1785 de l'église de Musson (actuellement en Belgique) ; à partir de cette date l'exercice du culte se tient à la chapelle castrale de M. Maillard de la Martinière ; devenue trop petite et accusant un grand état de vétusté, celle-ci fut remplacée en 1837 par une église de style néoroman, construite sur les plans de Bauchet, architecte à Briey ; elle est agrandie et transformée en 1896, sur des plans de l. Lanternier, architecte à Nancy (les agrandissements concernent le transept, le chœur et la sacristie) et bénie en 1898.

On doit signaler deux bâtiments détruits : 
- Le château de Parivaux, hôtel particulier construit entre 1898 et 1900 pour Georges Rolland, époux de Marcelle Labbé, le château du bas étant à cette époque habité par son beau-frère Paul ; bombardé en 1940, il est rasé en 1967, devant l'ampleur des travaux à y effectuer.

- Le château Bas, hôtel particulier construit de 1880 à 1883 pour l'industriel Jean Joseph Labbé, fondateur des forges de Gorcy en 1832 ; gravement endommagé par un bombardement en 1940, il fut démoli en 1955 face à l'ampleur des travaux à réaliser.

### Patrimoine naturel et paysager
- marais de Cussignière, qu'un pont de bois traverse pour relier la France à la Belgique ; poste d'observation ornithologique.
- promenade du ruisseau qui permet d'aller d'un bout à l'autre du village, en passant par la MJC, le stade, la salle de sport-salle des fêtes et à proximité de la bibliothèque.

### Personnalités liées à la commune
- Famille de Gourcy (olim de Gorcey) jusqu'en 1530.
- Charles Davin (1917 - 2000), gardien de but à l'AS Saint-Étienne, né à Gorcy.
- Jacky Perignon, ancien footballeur français de 1970 à 1978, né en 1951 à Gorcy.
- Marcel Poblome, ancien footballeur français de 1942 à 1952, décédé en 2009 à Gorcy.
- Serge Parsani, coureur cycliste italien professionnel de 1974 à 1983 devenu directeur sportif chez Katusha, né à Gorcy en 1952 de parents bergamesques.
- Laurent Torregrossa (né en 1964), (nom d’artiste : LO) peintre franco-canadien originaire de Gorcy[30].
- Christophe Loizillon, réalisateur français, né en 1953 à Gorcy.

### Héraldique
| Blason de Gorcy | Blason  | D'argent aux neuf mouchetures d'hermine de sable ordonnées 4, 3 et 2, au chef de gueules chargé de trois annelets d'or.                                                         |
| Blason de Gorcy | Détails | Ce blason était celui de la famille de Gourcy. La ville de Jarny, qui dépendait aussi de la famille de Gourcy, emploie une variante de ce blason, avec trois annelets d'argent. |

## Autres projets